# وینیت رای
وینیت رای (انگلیسی: Vinit Rai؛ زادهٔ ۱۱ اکتبر ۱۹۹۷) بازیکن فوتبال اهل هند است.
از باشگاه‌هایی که در آن بازی کرده است می‌توان به باشگاه فوتبال دمپو اشاره کرد.
وی همچنین در تیم‌های ملی فوتبال India U23 و هند بازی کرده است.